# جاسم سوادي
جاسم سوادي فياض (مواليد 15 ديسمبر 1975 في بغداد) لاعب كرة قدم عراقي دولي معتزل يجيد اللعب في مركز الوسط . لعب لصالح نادي الكهرباء العراقي من ٢٠٠٩ إلى عام ٢٠١٢ عند اعتزاله .

## روابط خارجية
- جاسم سوادي على موقع قاعدة بيانات كرة القدم.إي يو (الإنجليزية)
- جاسم سوادي على موقع ناشيونال فوتبول تيمز (الإنجليزية)
- جاسم سوادي على موقع Soccerbase.com (لاعب) (الإنجليزية)